# Räimäjärvi
Räimäjärvi är en sjö i kommunen Siilinjärvi i landskapet Norra Savolax i Finland. Sjön ligger 82,3 meter över havet. Den är 31 meter djup. Arean är 1,3 kvadratkilometer och strandlinjen är 11,16 kilometer lång. Sjön  ingår i Vuoksens huvudavrinningsområde.   Den ligger omkring 15 kilometer norr om Kuopio och omkring 350 kilometer norr om Helsingfors. 